# Putterlickia verrucosa
Putterlickia verrucosa är en benvedsväxtart som först beskrevs av E. Mey. och Otto Wilhelm Sonder, och fick sitt nu gällande namn av Thomas Robertson Sim. Putterlickia verrucosa ingår i släktet Putterlickia och familjen Celastraceae. Inga underarter finns listade.